# Ліза Су
Ліза Су (народилась 1969 р.) — тайвансько-американський керівник бізнесу та електротехнічний інженер, із 2014 року виконавчий директор та президент Advanced Micro Devices (AMD).  На початку кар'єри, Су працювала у Texas Instruments, IBM, і Freescale Semiconductor на інженерних та керівних посадах. Вона відома роботою над технологіями виробництва кремнію на ізоляторі і більш ефективних півпровідникових чипів будучи віце-президентом Semiconductor Research and Development Center у IBM.
Ліза Су є двоюрідною племінницею Дженсена Хуанга (голова компанії Nvidia).
Су призначена президентом і виконавчим директором AMD у жовтні 2014 року, приєднавшись до компанії у 2012 році і перебувавши на посадах старшої віце президента глобальних бізнес підрозділів AMD та головної операційної директора. Вона є членом правління у Analog Devices, Global Semiconductor Alliance та U.S. Semiconductor Industry Association, і є fellow у Інституті інженерів з електротехніки та електроніки (IEEE). Відзначена рядом нагород і відзнак, Су названа EE Times у 2014 році Директором року і однією з Найвидатніших лідерів у світі у 2017 згідно Fortune.

## Дитинство і освіта
Ліза Су народилась у Тайнані, Тайвань, у листопаді 1969 року  та імігрувала до США у віці двох років. Як її так і її брата заохочували вивчати математику та науку в дитинстві, батько, колишній статистик, займався з нею математикою, мати, бухгалтер, яка згодом стала підприємцем розповідала її про поняття бізнесу. З дитинства її захоплювало бути інженером, оскільки "вона мала велику цікавість до того як речі працюють". У 10 років вона стала розбирати та ремонтувати братові машинки з пультом керування і мала перший комп'ютер у старшій школі (Apple II). Вона навчалася у Bronx High School of Science у Нью-Йорку, отримавши диплом у 1986 році.